# Anna Lalik
Anna Lalik (ur. 14 lutego 1998) – polska snowboardzistka specjalizująca się w konkurencji slopestyle.

## Życiorys
Lalik w zawodach Pucharu Europy w snowboardingu zadebiutowała 15 listopada 2013 w holenderskim Landgraaf, gdzie w konkurencji slopestyle zajęła 15. pozycję, która jest dotąd jej najlepszym wynikiem w karierze w zawodach tej rangi.
W marcu 2015 w Zakopanem zdobyła brązowy medal seniorskich mistrzostw Polski w snowboardingu w kategorii slopestyle. W sezonie 2015/2016 jest członkinią polskiej Kadry Narodowej w konkurencji slopestyle.
Lalik została powołana na Zimowe Igrzyska Olimpijskie Młodzieży 2016, jednak w trakcie oficjalnych treningów przed tymi zawodami doznała kontuzji, która uniemożliwiła jej start w tej rywalizacji.